# Supasjärvi
Supasjärvi är en sjö i Kiruna kommun i Lappland och ingår i Torneälvens huvudavrinningsområde. Sjön har en area på 0,557 kvadratkilometer och ligger 481 meter över havet. Supasjärvi ligger i Torneträsk-Soppero fjällurskog Natura 2000-område.

## Delavrinningsområde
Supasjärvi ingår i det delavrinningsområde (756906-170657) som SMHI kallar för Utloppet av Supasjärvi. Medelhöjden är 505 meter över havet och ytan är 6,12 kvadratkilometer. Det finns inga avrinningsområden uppströms utan avrinningsområdet är högsta punkten. Vattendraget som avvattnar avrinningsområdet har biflödesordning 3, vilket innebär att vattnet flödar genom totalt 3 vattendrag innan det når havet efter 399 kilometer. Avrinningsområdet består mestadels av skog (65 procent) och sankmarker (23 procent). Avrinningsområdet har 0,56 kvadratkilometer vattenytor vilket ger det en sjöprocent på 9,1 procent.